# Aegiphila monstrosa
Aegiphila monstrosa es una especie de planta de flores perteneciente a la familia Lamiaceae. Se encuentra en Belice, Guatemala, Honduras y México. Está tratada en peligro de extinción por pérdida de hábitat. 

## Descripción
Es un pequeño árbol o arbusto que alcanza un tamaño de 2–6 m de alto; con ramitas subteretes, frecuentemente cuadrangulares arriba, 5–15 mm de ancho, glabras. Las hojas elípticas, frecuentemente irregulares, de 15–27.5 cm de largo y 5.5–13 cm de ancho, el ápice agudo, base cuneada (aguda), pubescentes con numerosos tricomas pequeños fuertemente adpresos a glabras, membranáceas o cartáceas; pecíolo glabro. La inflorescencia en fascículos sésiles, en las axilas de las hojas caídas, de 2.5 cm de diámetro con numerosas flores (unas 20) agregadas, pedicelo de 3 mm de largo, pedicelo y cáliz menudamente puberulentos; cáliz 3 mm de largo y 2 mm de ancho, a veces con apariencia algo granulosa, ápice claramente lobado a truncado; corola con tubo 4 mm de largo, lobos 3.5 mm de largo. El fruto es globoso, de 8–10 mm de largo y 7–8 mm de ancho, ápice deprimido, menudamente puberulento; cáliz fructífero cupuliforme a parcialmente reflexo, 3–7 mm de largo y 9–12 mm de ancho, conspicuamente lobado con rasgaduras adicionales a repando, menudamente puberulento, verrugoso.

## Distribución y hábitat
Es una especie poco común, se encuentra en los bosques secundarios, y se desarrolla en los bosques de tierras bajas cercanos al Océano Atlántico.; a una altitud de 100–400 m; desde México a Nicaragua. Se dice que tiene un olor fuerte.

## Propiedades
En el Estado de Quintana Roo a esta especie se le emplea para el asma, el cual se trata con las hojas soasadas.

## Taxonomía
Aegiphila monstrosa fue descrita por Harold Norman Moldenke y publicado en Tropical Woods 25: 12–14. 1931.